# Visual kei

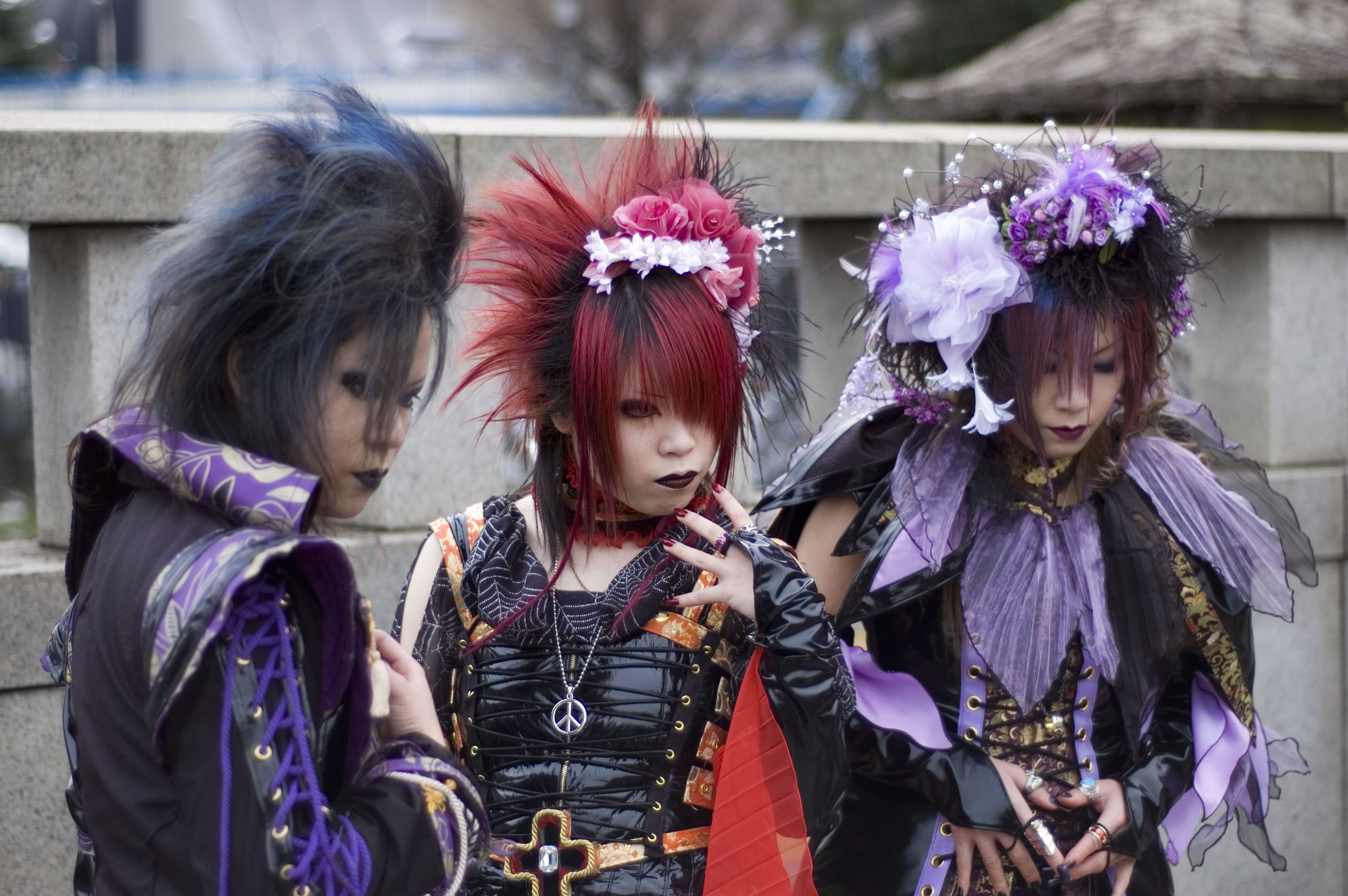
Fanoušci Visual kei skupiny Phantasmagoria na Harajuku street v Tokiu.

Visual kei (japonsky ヴィジュアル系, vidžuaru kei), též visual style či visual system, zkráceně pak VK, je hnutí mezi japonskými hudebníky, jehož estetickou stránku charakterizují složité oděvy a výrazné účesy, případně líčení. Pro visual kei je typický, avšak ne vyžadovaný, androgynní vzhled, čímž vykazuje jistou podobnost s glam rockem.
Mezi významné osobnosti visual-kei scény se řadí například hudebník a módní návrhář Mana, hudebník Kaya, nebo hudební skupiny Versailles, the GazettE a dir en grey.
Některými zdroji je visual kei považován za hudební žánr a jeho zvuk je nejčastěji přirovnáván ke glam rocku, punk rocku a heavy metalu. Samotnými osobnostmi visual-kei scény je však považován za estetický směr zakládající na svobodě vizuálního projevu, spíše než za hudební žánr.

## Historie
Visual kei se objevil zhruba v polovině 80. let 20. století a za jeho průkopníky jsou označovány skupiny jako X Japan, D'erlanger, Buck-Tick či Color. Název Visual kei pak vychází ze sloganu Psychedelic violence crime of visual shock, jež měla na svém albu Blue Blood skupina X Japan.
V roce 1986 pak Dynamite Tommy, zpěvák skupiny Color, založil nezávislé hudební vydavatelství s názvem Free-Will, které se tak stalo hlavním rozšiřovatelem visual kei hudby do ostatních zemí mimo Japonsko.
V roce 1992 se X Japan pokusili proniknout i na evropský a americký hudební trh, ale skutečnou popularitu, začali ve světě visual kei skupiny slavit až za dalších 8 let. V polovině 90. let se začal visual kei v Japonsku obrovsky rozmáhat a prodejnost alb skupin hrajících tento žánr dosahovala rekordních počtů. Nejproslulejší skupiny z toho období, které stojí za zmínku, jsou X Japan, Glay a Luna Sea. Mezi další, které slavily ohlas, ačkoli z komerčního hlediska už na tom tak dobře nebyly, jsou např. Kuroyume, Malice Mizer či Penicillin. S nástupem roku 1999 popularita visual kei začala opadat. X Japan se rozpadli a v roce 2000 se rozhodla svou činnost ukončit i Luna Sea.
V roce 2007 VK žánr znovu obživl, když Luna Sea odehrála jednorázový koncert a opět fungující X Japan vydali nový singl a vyrazili na světové turné. Díky těmto událost začali visual kei skupiny opět slavit úspěch mezi posluchači a některá media začala nově vzniklé skupiny označovat jako neo-visual kei ačkoli se ony samy stále označovali jako staré dobré VK.
Mezi úspěšné a relativně nově vzniklé visual kei skupiny patří např. Versailles -Philharmonic Quintet-, Nightmare nebo The Gazette, Dadaroma, Kaneto juusei nebo Leetspeak monsters. 

## Popularita
Visual kei byl populární jak mezi nezávislými undergroundovými projekty, tak i mezi slavnými hudebníky hlavního proudu. Ze západních stylů ho pak ovlivnily žánry jako jsou glam rock, gothic rock a kyberpunk. Nicméně každá visual kei skupina tvoří svůj vlastní unikátní styl a inspiruje se zcela jinde, proto může mít jedna blíže punku či heavy metalu, zatímco jiná bude hrát hudbu podobnou elektronice nebo i popu.
Mezi japonské časopisy zaměřené na visual kei tematiku patří např. Arena 37 °C, Cure, Fool's Mate nebo Shoxx.

## Subžánry
- Angura kei
- Elegothic kei (též Elegant gothic kei)
- Eroguro kei
- Irjō kei
- Koteosa kei
- Kotevi kei (též Kote kei)
- Kurafu kei
- Kurofuku kei
- Lolita-visual kei (též Lolivi kei)
- Nagoja kei
- Menhera kei
- Nomuro kei
- Ošare kei
- Softvi kei (též Soft-visual kei)
- Toroteru kei